# Ctenioschelus chalcodes
Ctenioschelus chalcodes là một loài Hymenoptera trong họ Apidae. Loài này được Thiele mô tả khoa học năm 2005.